# Central Nuclear Koeberg
Central nuclear Koeberg é a única usina nuclear na África do Sul e do continente Africano inteiro. Está localizado a 30 km ao norte da Cidade do Cabo, perto de Melkbosstrand na costa oeste da África do Sul.